# 892
El 892 (DCCCXCII) fou un any de traspàs començat en dissabte del calendari julià.

## Esdeveniments
- El duc de Turíngia és deposat per Arnulf de Caríntia.
- Lambert II de Spoleto és coronat coemperador.

## Naixements
- Matilda de Ringelheim, esposa d'Enric I d'Alemanya